# Crassula nodulosa
Crassula nodulosa (лат.) — вид суккулентных растений рода Толстянка (Crassula) семейства Толстянковые (Crassulaceae).

## Название
Родовое латинское название Crassula происходит от латинского слова crassus, — «толстый», в основном из-за присутствия у растений этого рода сочных листьев.
Видовой эпитет nodulosus переводится с латинского как — «с узелками» или «узловатый», и используется для описания маленьких цветочных гроздей.

## Ботаническое описание
Двулетняя или многолетняя трава с клубневидным корнем. Стебли однолетние, прямостоячие, обычно одиночные, реже встречаются 2–3, высотой до 42(–80) см и диаметром 3–6(–11) мм. Они бывают беловатого, сероватого или буровато-сосочкового оттенка и покрыты опушением. Волоски на стеблях достигают длины до 0,75 мм и могут быть раскидистыми, рефлекторно-прижатыми, а иногда очень короткими и булавовидными, рассеянными или плотными. Розеточные листья плотно сложенные, округлые или от широкообратнояйцевидных до узкотреугольно-ланцетных, длиной до 5(–7) см и шириной 1,5(–3) см. Они имеют основание сросшееся, образуя влагалище вокруг стебля до 1 мм толщиной. Края листьев цельнокрайние, сосочково-реснитчатые, сверху и снизу от голых до редких папиллозно-опушенных или голых сверху и опушенных снизу; стеблевые листья аналогичны, но меньших размеров, равны или короче междоузлий, переходят в прицветники.
Соцветие состоит из многочисленных мутовок в пазухах прицветников, при этом нижние прицветники иногда развивают короткие плодородные ветви. Цветки 5-членные. Чашечки-лопасти от яйцевидно-ланцетных до продолговато- или треугольно-ланцетных, длиной (1,5–)2–4(–4,5) мм, острые, сросшиеся у основания на 0,5–1 мм, с папиллозно-реснитчатыми краями, дорсальная поверхность может быть голой или густо папиллозно-опушенной. Лепестки белые, от удлиненно-яйцевидных до продолговато-эллиптических или продолговатых, длиной 2,2–4 мм, с субапикальным коническим придатком до 0,5 мм, края гладкие или мелкореснитчатые, спинная поверхность мелко шероховатая. Тычинки-нити, прикрепленные к основанию лепестков, длиной 0,7–2 мм; пыльники удлиненно-яйцевидные, длиной 0,5–0,75 мм. Нектарные чешуи поперечно-продолговатые до квадратных, длиной до 0,5 мм, усеченные или слегка выемчатые. Плодолистики продолговато-яйцевидные, длиной 1–2 мм, суженные в очень короткий столбик с ± боковым рыльцем. Семена по 8–16 в плодолистике, продолговатые, ±0,5 мм в длину, 0,25 мм в ширину, продольно-морщинистые.

## Распространение и экология
Вид встречается в Анголе, Ботсване, Кении, Мозамбике, Намибии, Танзании, Уганде, Зимбабве и Южно-Африканской Республике (Капская провинция, Фри-Стейт и Северные провинции).

## Таксономия
Crassula nodulosa Schönland, первое упоминание в Rec. Albany Mus. 1: 56 (1903).

### Синонимы
Гомотипные (основанные на одном и том же номенклатурном типе):
- Crassula capitella subsp. nodulosa (Schönland) Toelken

### Внутривидовые таксоны
Подтвержденные внутривидовые таксоны в соответствии с данными сайта Plants of the World Online на 2024 год:
- Crassula nodulosa var. longisepala R.Fern.
- Crassula nodulosa var. nodulosa
- Crassula nodulosa f. rhodesica R.Fern.